# Vladímir Básov
Vladímir Pávlovich Básov (en ruso: Влади́мир Па́влович Ба́сов; Urazovo, 28 de julio de 1923 - Moscú, 17 de septiembre de 1987) fue un actor, director de cine y guionista soviético. Además fue galardonado con el título de Artista del Pueblo de la URSS (1983).

## Biografía

### Infancia y juventud
Vladímir Básov nació en 1923 en la pequeña localidad rural de Urazovo, en la gobernación de Vorónezh —entonces parte del RSFS de Rusia, actualmente situada en el óblast de Bélgorod en Rusia— En el seno de la familia formada por Pável Básov (Basultainen) y Aleksandra Basova.
Su padre era alumno de la Universidad de Tartu de etnia finlandesa que se unió a los bolcheviques durante la Revolución de Octubre. «Básov» era el alias que tenía en su partido adoptado más tarde como apellido. Se desempeñó como oficial y comisario político hasta su muerte en 1931. Su madre, Aleksandra Ivanovna, era hija de un sacerdote ortodoxo ruso de Pokrovsk. Conoció a Pável durante la Guerra Civil; se fugó y pidió refugio. Durante la década de 1920 enseñó lengua y literatura rusa a niños campesinos. Según Vladímir Básov Jr., su padre tenía raíces rusas, finlandesas y georgianas.
En 1941, estudiaba en una escuela de arte y planeaba ingresar en la Universidad Panrusa Guerásimov de Cinematografía (VGIK), pero el inicio de la invasión alemana de la Unión Soviética trastocó sus planes. Tal como recordó más tarde: «Al comienzo de la guerra, recibí una invitación para unirme al Teatro del Ejército Rojo, pero en mi mente juvenil no podía entender cómo se podía actuar cuando necesitabas disparar. En lugar de ir a la universidad, mis compañeros de clase estaban en trincheras, en lugar de estudiar ciencias, estábamos realizando ejercicios militares».
Sirvió en el Ejército Rojo como oficial de artillería, comandante de batería de morteros y luego como oficial de Estado Mayor en la 28.ª División de Artillería Especial con el rango de capitán. Fue galardonado con la Medalla por el Servicio de Combate en 1943 y la Orden de la Estrella Roja en 1945 por demostrar un heroísmo excepcional durante la captura de una base militar nazi. Fue herido en combate, pero continuó sirviendo hasta que terminó la guerra.

### Carrera cinematográfica
En 1947 ingresó en la VGIK. Estudió dirección con profesores como Serguéi Yutkévich y Mijaíl Romm y se graduó en 1952 para trabajar en el estudio Mosfilm. Como director, realizó dieciocho películas y escribió el guion de una película para televisión. Entre sus películas más aclamadas se encuentra la adaptación televisiva de la obra del escritor soviético Mijaíl Bulgákov, Días de las turbinas (Дни Турбиных) y una película de espías para la pantalla grande, El escudo y la espada (1968), que también coescribió. Se le atribuye la escritura de los guiones de la mayoría de sus películas.
En 1963, su amigo Georgiy Daneliya le ofreció un pequeño papel en la película Caminando por Moscú (1963). Básov rápidamente se convirtió en uno de los actores de comedia soviéticos más queridos. Por lo general, retrataba personajes episódicos, pero distintivos, que dirigían algunos negocios turbios, como el funcionario solitario de Moscú no cree en las lágrimas. Entre sus papeles más importantes se encuentra Viktor Myshlaevsky en Los días de las turbinas (1976), el padre de Huck Finn en Perdido sin esperanza (1973), Duremar en Las aventuras de Buratino (1975), Piotr Luzhin en Crimen y castigo (1969), Artur Arturovich en La huida (1970) y Stump en Las aventuras de Elektrónic (1979), entre otros muchos. También dio voz a varios dibujos animados muy populares en su tiempo.

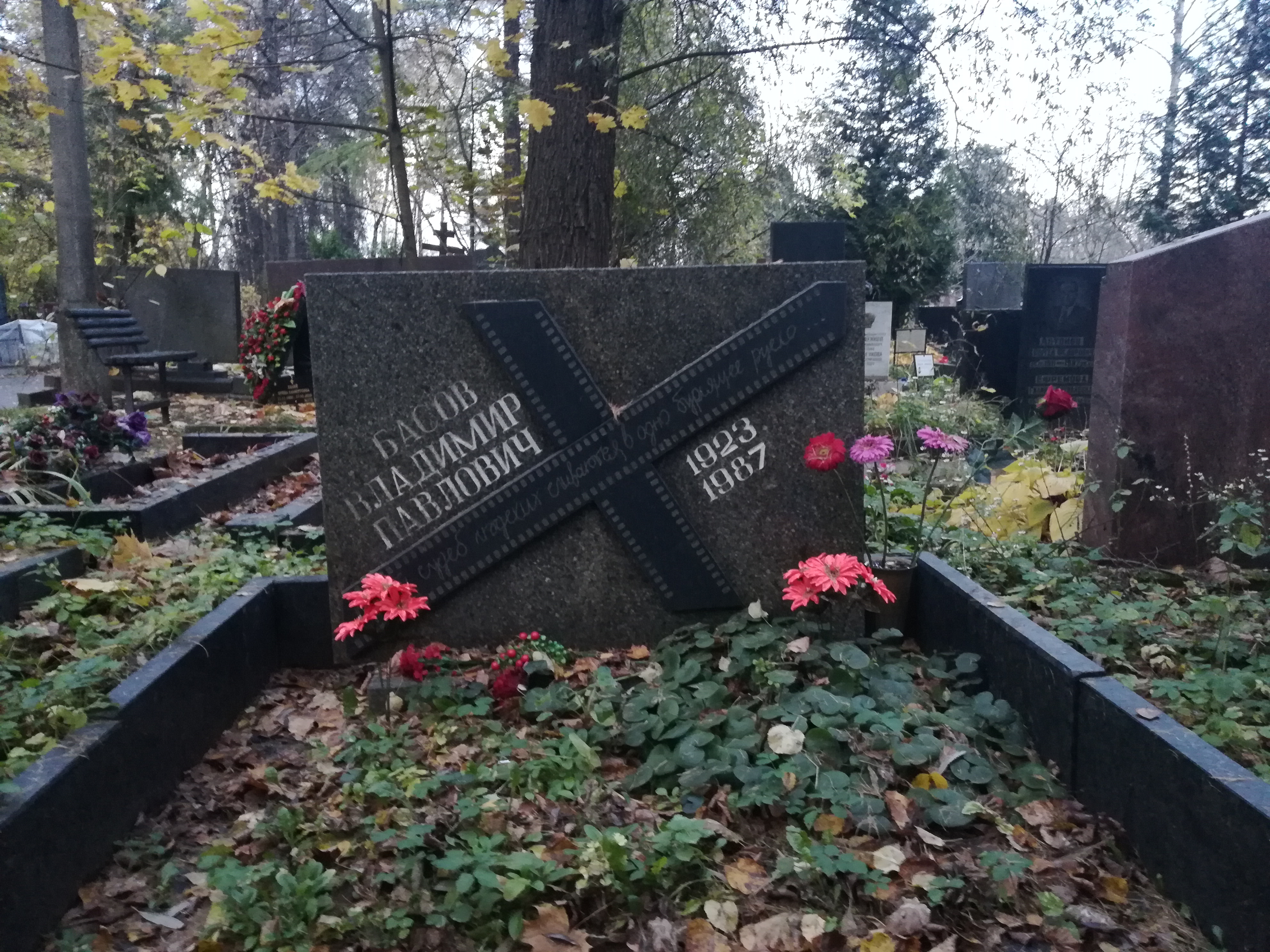
Tumba de Vladímir Básov en el cementerio de Kúntsevo

Su apretada agenda combinada con el consumo excesivo de alcohol le provocaron graves problemas de salud durante la década de 1980. En 1983 sobrevivió a un derrame cerebral que le provocó una parálisis total de la mitad de su cuerpo, pero siguió trabajando. Murió después del segundo derrame cerebral en 1987 y fue enterrado en el cementerio de Kúntsevo de la capital moscovita.
Fue miembro del Partido Comunista desde 1948.

## Vida personal
Vladímir Básov estuvo casado tres veces, con tres actrices soviéticas muy conocidas. Su primera esposa fue Roza Makagonova (1927-1995) a quien conoció mientras estudiaban en VGIK. No tuvieron hijos. Su segundo matrimonio fue con Natalia Fateieva con quien tuvo un hijo: Vladímir Basov Jr. (nacido en 1959), quien a su vez es un destacado actor y director de cine. Su tercera y última esposa fue Valentina Titova, con quien también tuvo un hijo Aleksandr Basov (n. 1965) también es director de cine, mientras que su hija Yelizaveta (n. 1971) terminó cursos de danza.

## Filmografía
| Año  | Título en español                                              | Título original                                    | Papel                                      | Notas                                                                              |
| ---- | -------------------------------------------------------------- | -------------------------------------------------- | ------------------------------------------ | ---------------------------------------------------------------------------------- |
| 1954 | Escuela de coraje                                              | Школа мужества                                     | Poruchik (sin acreditar)                   | También director                                                                   |
| 1955 | Colapso del Emirato                                            | Крушение эмирата                                   | Coronel (sin acreditar)                    | También director                                                                   |
| 1957 | Sucedió en la mina número ocho                                 | Случай на шахте восемь                             | Sin acreditar                              | También director                                                                   |
| 1961 | Batalla en el camino                                           | Битва в пути                                       | Voz del locutor                            | También director                                                                   |
| 1963 | Caminando por Moscú                                            | Я шагаю по Москве                                  | Pulidor de suelos                          |                                                                                    |
| 1963 | Silencio                                                       | Тишина                                             | Conductor                                  | También director                                                                   |
| 1964 | La tempestad de nieve                                          | Метель                                             | Sin acreditar                              | También director; basada en el cuento «La tempestad de nieve» de Aleksandr Pushkin |
| 1965 | Treinta y tres                                                 | Тридцать три                                       | Director del museo                         |                                                                                    |
| 1965 | Operación "Y" y otras aventuras de Shúrik                      | Операция «Ы» и другие приключения Шурика           | Policía estricto                           |                                                                                    |
| 1968 | El escudo y la espada                                          | Щит и меч                                          | Bruno                                      | También director                                                                   |
| 1969 | Crimen y castigo                                               | Преступление и наказание                           | Piotr Petrovitch Luzhin                    | Basada en la novela «Crimen y castigo» de Fiódor Dostoyevski                       |
| 1970 | La huida                                                       | Бег                                                | Artur Artúrovich, zar de las cucarachas    |                                                                                    |
| 1972 | Mientras Ilf y Petrov viajaban en tranvía                      | Ехали в трамвае Ильф и Петров                      | Pasajero de tranvía / jefe de departamento |                                                                                    |
| 1972 | Volver a la vida                                               | Возвращение к жизни                                | Guitarrista                                | También director                                                                   |
| 1972 | Curva peligrosa                                                | Опасный поворот                                    | Charles Trevor Stanton                     | También director                                                                   |
| 1973 | Gran cambio                                                    | Большая перемена                                   | Fotógrafo                                  |                                                                                    |
| 1973 | Perdido sin esperanza                                          | Совсем пропащий                                    | Padre de Huck                              |                                                                                    |
| 1973 | Cipollino                                                      | Чиполлино                                          | Príncipe Lemon                             |                                                                                    |
| 1974 | 100 % nailon                                                   | Нейлон 100 %                                       | Kireev el abogado                          | También director                                                                   |
| 1975 | Las aventuras de Buratino                                      | Приключения Буратино                               | Duremar                                    | Basado en el cuento «La llave de oro o las aventuras de Buratino» de Alexéi Tolsói |
| 1975 | Afonía                                                         | Афоня                                              | Vladimir Ivanovich                         |                                                                                    |
| 1975 | Capitán Nemo                                                   | Капитан Немо                                       | Royer                                      |                                                                                    |
| 1975 | Vasilisa Mikulishna                                            | Василиса Микулишна                                 | Príncipe Vladímir (voz)                    | Película de animación                                                              |
| 1976 | Los días de las turbinas                                       | Дни Турбиных                                       | Viktor Myshlayevsky                        | También director                                                                   |
| 1976 | Romance sentimental                                            | Сентиментальный роман                              | Padre                                      |                                                                                    |
| 1977 | Sobre Caperucita Roja                                          | Про Красную Шапочку                                | Lobo delgado                               |                                                                                    |
| 1977 | Mimino                                                         | Мимино                                             | Sinitsyn, el cantante de ópera             |                                                                                    |
| 1977 | La nariz                                                       | Нос                                                | Doctor                                     |                                                                                    |
| 1977 | Circunstancias domésticas                                      | По семейным обстоятельствам                        | Edward Bubukin                             |                                                                                    |
|      | La mágica voz de Gelsomino                                     | Волшебный голос Джельсомино                        | Rey Giacomon                               | Voz de Oleg Anofriyev                                                              |
| 1978 | Un perro caminaba junto al piano                               | Шла собака по роялю                                | Gromov                                     |                                                                                    |
| 1978 | Las nuevas aventuras del capitán Wrongel                       | Новые приключения капитана Врунгеля                | Block Silent                               |                                                                                    |
| 1978 | Padre Sergius                                                  | Отец Сергий                                        | Sin acreditar                              |                                                                                    |
| 1978 | La última novia de Zmey Gorynych                               | Последняя невеста Змея Горыныча                    | Zmey Gorynych (voz)                        | Película de animación                                                              |
| 1979 | Moscú no cree en las lágrimas                                  | Москва слезам не верит                             | Antón Kruglov                              | Óscar a la mejor película de habla no inglesa de 1980                              |
| 1979 | Las aventuras de Elektrónic                                    | Приключения Электроника                            | Stump el jefe mafioso                      |                                                                                    |
| 1979 | El club del suicidio o las aventuras de una persona con título | Клуб самоубийц, или Приключения титулованной особы | Inspector Trenton                          |                                                                                    |
| 1980 | Teherán 43                                                     | Тегеран-43                                         | Taxista                                    | Coproducción soviética-francesa-suiza-española                                     |
| 1981 | Vacaciones no pagadas                                          | Отпуск за свой счёт                                | Yevdokimov                                 | coproducción URSS-Hungría                                                          |
| 1981 | Sé mi marido                                                   | Будьте моим мужем                                  | Camper                                     |                                                                                    |
| 1981 | Datos del día anterior                                         | Факты минувшего дня                                | Petr Danilovich                            | También director                                                                   |
| 1981 | Silva                                                          | Сильва                                             | Oberleutnant von Rohnsdorff                |                                                                                    |
| 1982 | La historia de los viajes                                      | Сказка странствий                                  | Abogado                                    |                                                                                    |
| 1982 | Buscar una mujer                                               | Ищите женщину                                      | Jacque-Pierre Antoine                      |                                                                                    |
| 1982 | La confianza que ha estallado                                  | Трест, который лопнул                              | Falso John Morgan                          |                                                                                    |
| 1982 | La princesa del circo                                          | Принцесса цирка                                    | Pelikan                                    |                                                                                    |
| 1982 | Pequeño diablillo n.º 13                                       | Чертёнок № 13                                      | Profesor (voz)                             | Cortometraje de animación                                                          |
| 1984 | El tiempo y la familia Conway                                  | Время и семья Конвей                               | Ernest Beevers                             | También director                                                                   |
| 1985 | Contramaestre y loro (animación)                               | Боцман и попугай                                   | Director de cine (voz)                     | Película de animación                                                              |
| 1986 | Siete gritos en el océano                                      | Семь криков в океане                               |                                            | Director                                                                           |